# Beth Brooke
Beth Brooke-Marciniak (* 1959) ist eine US-amerikanische Geschäftsfrau. Seit 2021 sitzt sie im Aufsichtsrat und Prüfungsausschuss des amerikanischen Kreditunternehmens Tricolor, einer Community Development Financial Institution (CDFI) und Anbieter von Autokrediten für Personen ohne oder mit begrenzter Bonität. Sie ist außerdem Teil des Vorstands der folgenden Firmen: eHealth (NASDAQ: EHTH), Beta Bionics und der von ihr mit gegründeten Firma SHEEX Inc. Zudem sitzt sie im Vorstand von Vital Voices, dem Aspen Institute und dem Women's Advisory Board des World Economic Forum. Sie wurde neun Mal in der Forbes-Liste World’s 100 Most Powerful Women geführt.

## Leben
Ihre Kindheit verbrachte Beth Brooke in Kokomo, Indiana, sie schloss 1977 auf der Taylor High School ab. Im Alter von 13 Jahren erlitt sie eine Hüftverletzung und erhielt nach der Notoperation die Prognose des Arztes, dass sie möglicherweise nie wieder werde gehen können. Bereits 14 Monate nach dem Eingriff war sie wieder in der Lage zu laufen und Basketball zu spielen. Bis 1981 studierte sie an der Purdue-Universität Industrial Management und Informatik (Computer Science) und war außerdem aktives Mitglied der Basketballmannschaft. Sie erhielt auf Grund ihrer sportlichen Erfolge ein Stipendium, welches 1977 erstmals auch an weibliche Spieler vergeben wurde. Nach ihrem Studium begann sie bei der Buchhaltungsfirma Ernst & Whinney, einem Vorgänger von Ernst & Young, jetzt EY. Sie arbeitete zehn Jahre im Büro in Indianapolis und wurde 1990 erster weiblicher Partner des Unternehmens.
Von 1991 bis 2020 war sie in verschiedenen Positionen bei der Unternehmensberatung EY (früher Ernst & Young), zuletzt als Global Vice Chair – Public Policy, zuständig für die globalen Geschäfte in über 150 Ländern. Ergänzend dazu war sie der globale Sponsor für die Diversity & Inclusiveness Programme von EY.  Ferner war sie von 1993 bis 1995 Teil der Regierung Clintons und im Finanzministerium zuständig für Steuer- und Gesundheitspolitik.
Besondere Aufmerksamkeit erhielt sie, als sie sich während ihrer Zeit bei EY zu ihrer Homosexualität bekannte. Während eines 2011 gestarteten Videoprojekts der LGBT-Community innerhalb der Firma mit dem Titel „It Gets Better“ nahm sie an den Dreharbeiten teil und machte es mit diesem Video-Coming Out vor den über 155.000 Kollegen öffentlich.
Seit 2019 ist sie Mitglied des Amerikanischen Olympischen Komitees USOC (Olympic & Paralympic Committee).
Brooke ist zudem Mitglied des Audit Advisory Committee für das US-Verteidigungsministerium, sowie Mitglied der US-Delegation für die 53. und 54. Kommission der Vereinten Nationen zur Rechtsstellung der Frau und dient weiter noch als Weggesandte (englisch Pathways Envoy) für das Außenministerium der Vereinigten Staaten.

## Familiäres
Am 17. April 2014 heiratete sie die ehemalige Basketballspielerin Michelle Marciniak in New York und heißt seitdem Beth Brooke-Marciniak. Beide leben heute in Bethlehem (Pennsylvania).

## Auszeichnungen und Awards
- 2009: Von Concern Worldwide als Woman of the Year gewählt.
- 2012: Ehrendoktorwürde (Doctor of Management) der Purdue University[16]
- 2014: Forbes The World's Most Powerful Women 2014[17]
- 2017: Forbes 19 most Powerful Women 2017[18]
- 2017: Theodore Roosevelt Award der NCAA[19]
- 2017: Ehrendoktorwürde der Universität von Kokomo[20]
- 2018: Global Advocate of the Year, NGLCC National  LGBT Chamber of Commerce, USA[21]

## Publikationen
The Art of Developing Truly Global Leaders, Harvard Business Review, November 2012